# 心宿增三
心宿增三，又名天蝎座ο，CD-2312849，HD 147084、SAO 184329、HR 6081，是天蝎座的一颗恒星，视星等为4.55，位于銀經352.33，銀緯18.05，其B1900.0坐标为赤經16h 14m 37s，赤緯-23° 18.05′ 42″。